# NGC 5579
NGC 5579  ist eine Balken-Spiralgalaxie vom Hubble-Typ SABcd im Sternbild Bootes am Nordsternhimmel. Sie ist schätzungsweise 165 Millionen Lichtjahre von der Milchstraße entfernt und hat einen Durchmesser von etwa 60.000 Lichtjahren. Unmittelbar südlich von NGC 5579 liegt die linsenförmige Galaxie PGC 214249. Gemeinsam bilden sie das vermutlich interagierendes Paar Arp 69.
Halton Arp gliederte seinen Katalog ungewöhnlicher Galaxien nach rein morphologischen Kriterien in Gruppen. Diese Galaxie gehört zu der Klasse Spiralgalaxien mit einem kleinen Begleiter hoher Flächenhelligkeit auf einem Arm (Arp-Katalog).
Die Typ-IIb-Supernova SN 2006ss wurde hier beobachtet.
Im selben Himmelsareal befinden sich u. a. die Galaxien NGC 5567, NGC 5589, NGC 5590, PGC 51285.
Das Objekt wurde am 1. Mai 1785 von William Herschel entdeckt.

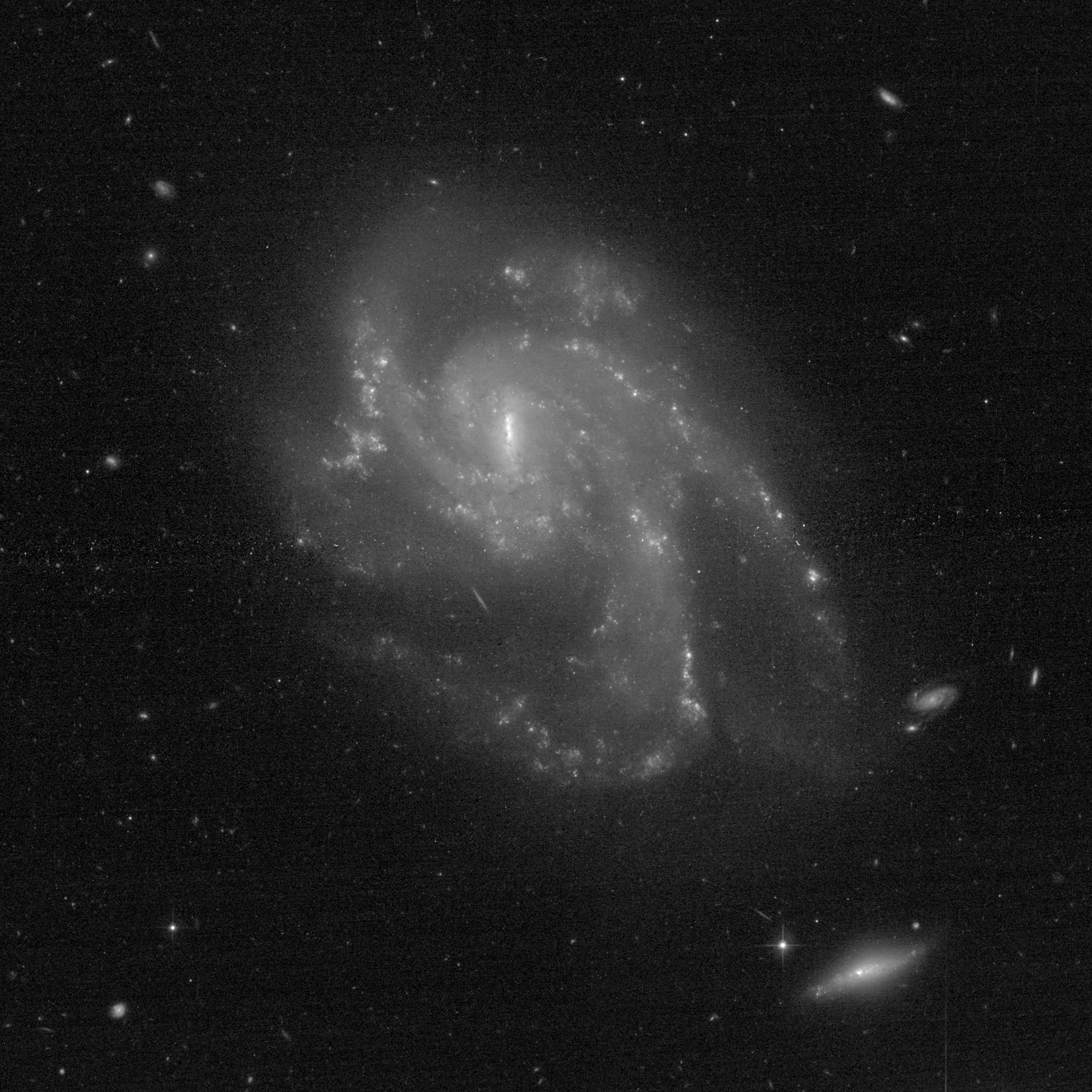
Aufnahme mithilfe des Hubble-Weltraumteleskops